# Vladimir Maramzine
Vladimir Rafailovitch Maramzine (en russe : Владимир Рафаилович Марамзин), né le 5 août 1934 à Léningrad dans la RSFS de Russie (Union soviétique) et mort le 25 avril 2021 à Paris, est un écrivain français de la langue russe,,,,,,,,,.

## Biographie
Vladimir Rafailovitch Maramzine est né le 5 aout 1934 à Léningrad, il est le fils de Rafail Markovitch Katsnelson, contremaître à l'usine "Krasny Khimik". Il est fauché par un obus en janvier 1942, après s'être porté volontaire pour le front, pendant le siège de Leningrad. Sa mère, Vera Alexandrovna Sokolova, était professeur de géographie.
Enfant, Vladimir a vécu avec sa grand-mère dans la ville de Kashine (région de Kalinine). Il retourne à Léningrad en 1946, ou il y suit de brillantes études, il sort diplômé de l'institut électrotechnique de Léningrad en 1957, et travaille ensuite comme ingénieur, puis chef du département d'information scientifique et technique de l'usine "Svetlana", toujours dans la même ville.
Maramzine a commencé à écrire en 1958, il fréquente l'association littéraire de la bibliothèque Maïakovski. Ses deux livres informatifs, mais ironiques pour les enfants "Ici nous travaillons" (1966) et "Qui porte les citadins à leurs destinations" 1969, ont été publiés dans la maison d'édition "Detskaya Literatoura".
De février 1966 à mars 1975, il est membre du groupe syndical des écrivains de la branche de Léningrad de l'Union des écrivains de RSFS de Russie (Union soviétique). À côté de cela il est membre du groupe littéraire "Les Citadins". 
Entre 1972 et 1974, il a compilé clandestinement, sous forme de samizdat, une collection dactylographiée d'œuvres de Joseph Brodsky en 5 volumes. Ce fût la raison de son arrestation le 24 juillet 1974,,.
Par la suite, l'accusation a été requalifiée et il a été condamné pour ses textes considérés comme antisoviétiques. Il a reconnu sa culpabilité pour éviter de passer 5 ans au Goulag, il accepte finalement de quitter le pays en 1974.
En exil en France, Maramzine a collaboré avec la revue "Continent" de V. Maximov. Entre 1978 et 1986, il édite la revue littéraire "Ekho".
Il a publié plusieurs nouvelles et récits qui reproduisaient habilement le cadre surréaliste, la pensée et le discours disloqué des habitants ordinaires de l'URSS, l'un de ces deux seuls en français est publié en 1981 "Moi avec une gifle dans la main" aux Éditions Luneau Ascot.
Après 1999, de nouveaux textes de Maramzine commencent à paraître en Russie et en France. En 2003, la maison d'édition parisienne "Ekho" publie un nouveau livre de sa plume "Fils de la patrie". Il s'ensuit alors une période prolifique, ou il entame une trilogie de romans, en langue russe, intitulée "Un pays nommé émigration", le premier tome s'intitule "Souffre-gloire", le second " La Douceur du cartésianisme", le troisième est resté inachevé de son vivant, son épouse est actuellement en train de terminer les chapitres manquant du manuscrit.
« Je considère Vladimir Maramzine comme le prosateur russe le plus remarquable de la génération d’après-guerre. » Joseph Brodsky, Khronika zachtchity prav v SSSR, 1974.
Les récits, nouvelles et romans de Maramzine se distinguent par leur diversité stylistique. Sa prose est à la fois réaliste, satirique et surréaliste, toujours expérimentale. 
Il se considérait comme un émigrant politique appartenant à la littérature de l'exil, il n'est jamais revenu dans le pays qui l'a expulsé.

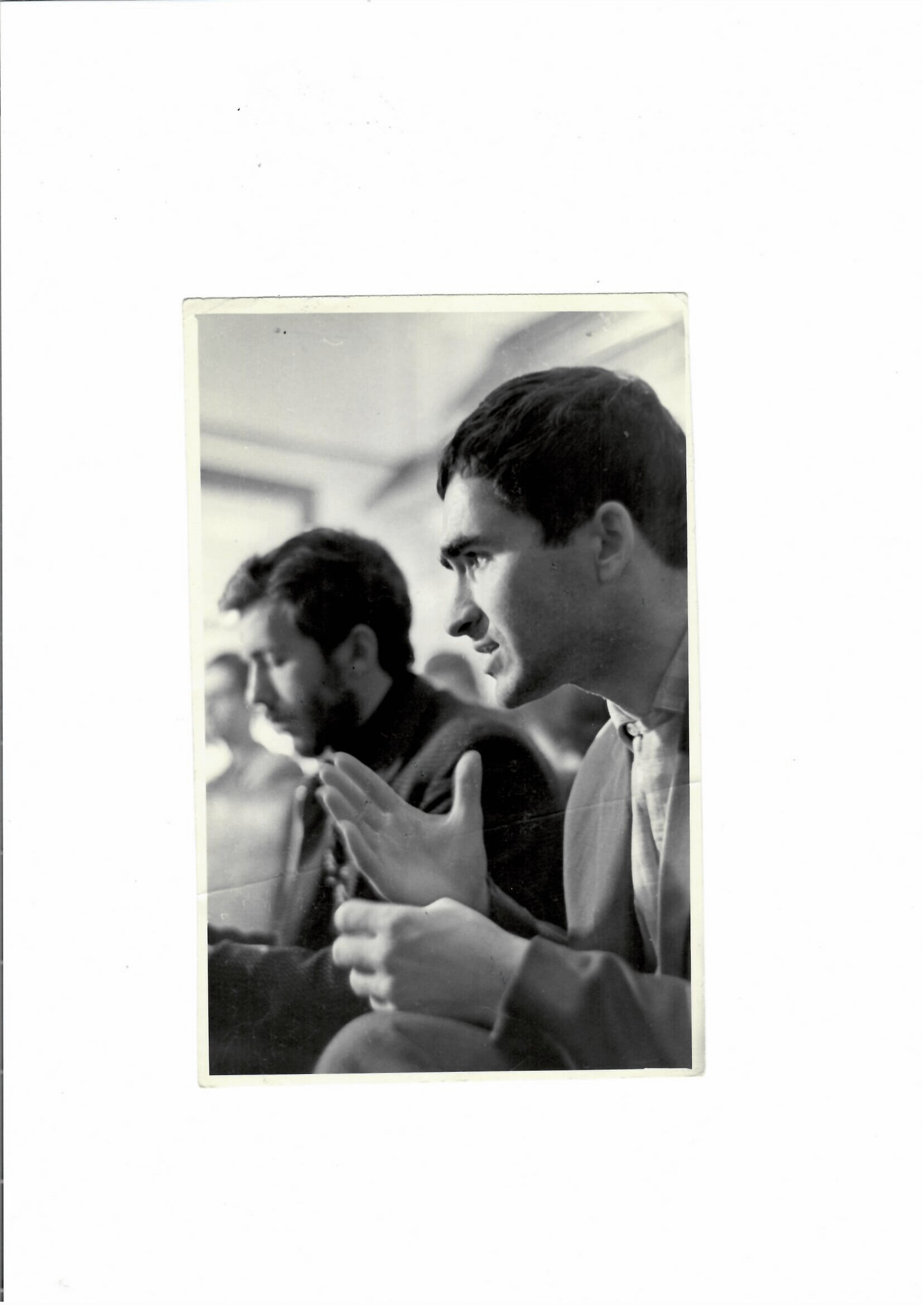
Vladimir Maramzine, conférence littéraire à Léningrad, automne 1962.